# Mel·lífer pitnegre
El mel·lífer pitnegre (Myzomela vulnerata) és un ocell de la família dels melifàgids (Meliphagidae).

## Hàbitat i distribució
Habita els boscos de l'illa de Timor, a les illes Petites de la Sonda.